# Новоалексеевка (Ярославская область)
Новоалексеевка — село в Переславском районе Ярославской области России. В ходит в состав Пригородного сельского поселения.

## История
В 1968 г. указом президиума ВС РСФСР деревня при отделении «Новое» совхоза «Глебовский» переименована в Новоалексеевка.

## Население
| 2007 | 2010 |
| ---- | ---- |
| 159  | ↗267 |